# Här ligger en hund begraven
Här ligger en hund begraven är en svensk miniserie i tre delar som visades med start 27 november 1971 i Sveriges Radio TV1. För regi stod Stig Ossian Ericson, och manus Lars Björkman. Serien har i omgångar publicerats i SVT:s Öppet arkiv.

## Handling
Kommissarie Collin och hans assistent utreder försvinnandet av Medel Svensson. En bank har via sin dator upptäckt att han slutat betala av på sitt lån. När hembiträdet Maria kommer och anmäler att familjen Lingmans tax Svensson försvunnit leder det till en rad bisarra missförstånd. Men det visar sig snart att det trots allt finns ett samband mellan familjen Lingman och Svensson.

## Rollista
- Erik Hell – kommissarie Collin
- Bengt Lundin – Dunholm, polisassistent
- Åke Lindström – kamrer Melin
- Ulf Johanson – direktör Martin Lingman
- Lars-Erik Berenett – doktor Bore
- Ulla Blomstrand – Maria
- Marianne Stjernqvist – statsråd Anna Lingman
- Britt-Louise Tillbom – Eva
- Rolf Bengtsson – journalist
- Tommy Johnson – Svennerborn
- Fillie Lyckow – Svennerborns sekreterare
- Lars Göran Carlson – talaren
- Lena Brundin – fru Bore
- Ove Magnusson – bartender
- Fredrik Ohlsson – dörrvakten
- Lis Nilheim - kvinna i bar
- Hans-Eric Stenborg – banktjänsteman
- Sven-Eric Gamble – grannen
- Ulf Palme – polischefen